# Свет на виселице
«Свет на виселице» (нем. Das Licht auf dem Galgen) — фильм 1976 года производства ГДР режиссёра Хельмута Ничке по мотивам рассказа «Свет на эшафоте» Анны Зегерс.

## Сюжет
В 1793 году трое французов Саспортас, Дебюиссон и Галлудек прибывают на остров Ямайка, являющийся колонией Англии. Дебюиссон, выросший на острове внук ямайского ромового фабриканта, наследник плантации и завода, которыми заведует управляющий Беринг. Двое других — его друзья.
Но на самом деле у этой троицы есть тайная миссия от правительства революционной Франции — разжечь восстание среди чернокожих рабов и провозгласить по примеру рядом находящегося Гаити негритянскую республику.
Они начинают устанавливать первые контакты с чернокожими, через кузнеца Бедфорда выходят на лидера небольшой повстанческой группы рабов Каффи.
Но пока Саспортас всё активнее планирует восстание чернокожих рабов, Дебюиссон больше интересуется делами плантации и продажей рома.
В это время во Франции к власти приходит Наполеон Бонапарт, что влечёт конец революции во Франции. Правительства Директории больше не существует. Значит не существует больше и того задания, которое было дано этим правительством троим героям. Нет больше надежды на награды и почести в случае выполнения этого задания. Не будет и военной поддержки, и почти полностью подготовленное восстание наверняка обречено на провал.
Дебюиссон хочет отложить восстание до тех пор, пока не получит указаний от нового правительства Франции. К тому же сейчас ему нравится роль богатого наследника. 
Остальные несогласны и продолжают подготовку. Дебюиссон срывает встречу Саспортаса и Бедфорда, на которой должны были обсуждаться план и совместные действия.
Когда на плантации надзиратель в очередной раз убивает раба вспыхивает бунт чернокожих. Бедфорд пытается поднять восстание, но тщетная попытка проваливается.
Галлодеку и Каффи удается сбежать на Гаити, где чернокожие уже провозгласили республику. Дебюиссон спасая свою жизнь и богатство выдаёт англичанам Сапостоса.
Саспортас отказывается назвать имена своих соратников, он верит в идеалы революции — «свобода, равенство, братство», и предпочитает виселицу их предательству.

## В ролях
- Александр Ланг — Саспортас
- Амза Пелля — Дебюиссон
- Юрген Хольц — Галлудек
- Эрвин Гешоннек — Беринг
- Шимон Сурмий — Стаффорд
- Хайдемари Венцель — Элизабет
- Рафаэль Соса — Дуглас
- Глория Эррера — Энн
- Кете Райхель — тётя
- Тито Хунчо — Бедфорд
- Сэмюэл Клакстон — Кокрофт
- Хулио Эрнандес — Каффи
- Милан Бели — Блумфилд
- Герберт Кёфер — Миртл
- Бьюти Милтон — Кейт
- Аксель Трибель — Джеймс
- Фолькмар Кляйнерт — Галди
- Рольф Хоппе — преподобный Кларк
- Марио Турра — Коллиз, хоязин плантации
- Альберт Ндинда — чернокожий, раб, кучер у Беринга
- Иглесиас Педросо — чернокожий, мрачный раб на плантации
- Токо Матебула — черногожая, рабыня, кухарка Люси
- Магома Мваунгуну чернокожий, раб, садовник
- Луи Ромеро — чернокожий, раб
- Хуан Перес — чернокожий, раб

## Съёмки
Съёмки фильма велись на Кубе и в Болгарии в 1975 году.

## Литературная основа
Фильм снят по мотивам рассказа «Свет на эшафоте» из цикла «Карибские рассказы» немецкой писательницы Анны Зегерс. Рассказ впервые опубликован в 1961 году.
В 1962 году в переводе на русский язык опубликован в журнале «Новый мир», через год вошёл в сборник писательницы издательства «Издательство иностранной литературы».

## Критика
Журнал «Filmspiegel» пришёл к выводу, что в фильме редко присутствует напряжение, а сцены и диалоги часто кажутся цитируемыми: «многое рассказано, но очень мало в чувственном контексте».
«Lexikon des internationalen Films» пишет, что картина была «скорее экзотическим приключенческим фильмом, чем изображением человеческих и общественных отношений и событий; не совсем удовлетворительным с художественной точки зрения».